# Periplaneta spinosostylata
Periplaneta spinosostylata är en kackerlacksart som beskrevs av Krauss 1902. Periplaneta spinosostylata ingår i släktet Periplaneta och familjen storkackerlackor. Inga underarter finns listade i Catalogue of Life.